# 務川コーラオ族ミャオ族自治県
務川コーラオ族ミャオ族自治県（むせん-コーラオぞく-ミャオぞく-じちけん）は中華人民共和国貴州省遵義市に位置する自治県。

## 歴史
1986年、旧称である婺川より現地名に改称された。

## 行政区画
- 鎮：都濡鎮、涪洋鎮、黄都鎮、豊楽鎮、大坪鎮、泥高鎮、鎮南鎮、柏村鎮、茅天鎮、硯山鎮、分水鎮、浞水鎮
- 郷：石朝郷、紅絲郷、蕉壩郷

## 交通

### 道路
- 高速道路
  - S10 徳習高速道路